# Oxystylis lutea
Oxystylis es un género monotípico de planta fanerógama perteneciente a la familia Cleomaceae. Su única especie: Oxystylis lutea, es originaria del desierto de Mojave en la frontera entre California y Nevada. Crece en el hábitat rocoso y arenoso del desierto, a menudo en suelos alcalinos.

## Descripción
Es una hierba anual con un tallo erecto, con ramificación que puede alcanzar los 1,5 metros de altura. La hoja está formada por tres gruesos, foliolos firmes de 2 a 6 centímetros de largo, sostenido en un robusto y recto peciolo. La inflorescencia es una cabeza densa de flores agrupadas alrededor del tallo en las axilas de las hojas, cada flor con cuatro pétalos pequeños amarillos. El fruto es una pequeña núcula de color blanco o púrpura que lleva el remanente de espina dorsal como  receptáculo de la flor.

## Taxonomía
Oxystylis lutea fue descrita por Torr. & Frem. y publicado en Report of the Exploring Expedition to the Rocky Mountains in the year 1842 313. 1845.